# François Billoux
François Billoux, né le 21 mai 1903 à Saint-Romain-la-Motte (Loire) et mort le 14 janvier 1978 à Menton (Alpes-Maritimes), est un homme politique français.
Membre du Parti communiste français, il est député des Bouches-du-Rhône et ministre de la Santé publique, puis ministre de l’Économie nationale, ministre de la Reconstruction et de l’Urbanisme et ministre de la Défense nationale.

## Biographie

### Origines et formation
François Billoux est le fils des métayers vignerons Michel Billoux et Marie Chavroche. Après ses études à l’école primaire de Riorges, il suit les cours de l’École pratique de commerce et d’industrie de Roanne de 1915 à 1918. Titulaire du certificat d’aptitude commerciale, il est employé dans une quincaillerie spécialisée en fournitures pour les usines de textile de Roanne.

### Parcours politique
Adhérent des Jeunesses socialistes dès 1917, François Billoux s'inscrit en 1919 à la CGT dans l'entreprise commerciale où il travaille. En mai 1920 il devient secrétaire local des Jeunesses socialistes et adhère à la même date à la SFIO de Roanne. Il s'engage pour l'affiliation de ces deux organismes à l'Internationale communiste.
Militant actif, il est élu en 1926 membre du comité central du Parti communiste et devient secrétaire général de la Fédération des jeunesses communistes de France de 1928 à 1930.
Poursuivi pour ses activités antimilitaristes, il vit dans la clandestinité sur l'ordre de son parti de 1929 à 1932, année où après plusieurs condamnations il est amnistié. À partir de 1934, il est actif essentiellement à Marseille.
Il est élu député de la troisième circonscription de Marseille en 1936. Membre du groupe communiste, il fait partie des commissions des affaires étrangères, de l'Alsace-Lorraine et de la marine marchande. En 1937, il part en mission en Espagne dans les Brigades internationales. Durant son mandat à la Chambre, il dépose des propositions de lois concernant les marins-pêcheurs, les mécaniciens et chauffeurs des Ponts-et-Chaussées, le statut juridique des Arméniens. Il intervient en 1939 contre le décret-loi imposant à Marseille un administrateur désigné par le pouvoir central.
Accusé d'avoir participé à la constitution du Groupe ouvrier et paysan français à la Chambre, en remplacement du groupe communiste dissous, et propagé des « mots d’ordre émanant de la IIIe Internationale », François Billoux est arrêté le 8 octobre 1939, déchu de son mandat le 21 janvier 1940 et condamné le 3 avril 1940 par le 3e tribunal militaire de Paris à 5 ans de prison, 4 000 francs d'amende et 5 ans de privation de ses droits civiques et politiques. Il est incarcéré à la maison d'arrêt du Puy-en-Velay.
Le 19 décembre 1940, il écrit au maréchal Pétain une lettre demandant sa libération et celle des autres députés communistes emprisonnés, et demandant à témoigner devant la Cour suprême de Justice contre les dirigeants de la IIIe République accusés d'être les responsables de la guerre et de la défaite de 1940.
En mars 1941, il est transféré à la centrale de Maison-Carrée à Alger où il retrouve 27 autres parlementaires communistes. Après des démarches auprès du général Giraud, il est libéré avec ses camarades au début de février 1943.
En novembre 1943, François Billoux fait partie de la première Assemblée consultative provisoire siégeant à Alger (1943-1944). Il intervient pour que l'effort soit porté sur l'épuration et le renforcement de l'armée.
Le 4 avril 1944, il est nommé commissaire d'État au Comité français de libération nationale après de longues négociations avec Giraud puis de Gaulle en vue de la participation de communistes à cette instance.
Membre des deux Assemblées constituantes, il est député jusqu’en 1978 et plusieurs fois membre du gouvernement.
Il est nommé commissaire aux territoires occupés fin août 1944, puis, le 10 septembre, ministre de la Santé publique. En raison d'une pénurie pendant l'hiver 1944, il explique : « Nous avons alors tout fait pour que nous puissions fabriquer le plus rapidement possible de la pénicilline en France pour ne plus seulement compter sur celle qui était livrée par les services américains. »
Le 21 novembre 1945, il devient ministre de l’Économie nationale, avant d'être nommé ministre de la Reconstruction et de l’Urbanisme du 26 janvier 1946 au 22 janvier 1947. Il réorganise ce ministère où règne, selon lui,  « la plus grande pagaille ». Il s'occupe notamment du relogement des sinistrés, de la reconstruction des logements endommagés en privilégiant les réparations plutôt que les démolitions. 
Le 22 janvier 1947, il est nommé ministre de la Défense nationale dans le gouvernement Paul Ramadier.
Billoux est l'un des premiers à s'opposer nettement à la Guerre d'Indochine. Ainsi, le 18 mars 1947, alors que l'ensemble des membres de l'Assemblée nationale se lèvent pour rendre hommage aux soldats morts en Indochine, il reste assis. Cet acte est l'un des signes annonciateurs de la rupture du tripartisme entre le MRP, la SFIO, et le Parti communiste français.
François Billoux est directeur politique de La Marseillaise, puis quitte le secrétariat du Comité central en 1956 après en avoir fait partie pendant deux ans et devient directeur de France Nouvelle, « hebdomadaire central du parti communiste », notamment pendant l’affaire Servin-Casanova. Il reste à la direction de cet organe jusqu'aux années 1970.

### Fin de vie et décès
Dans une lettre publique, publiée dans l'Humanité le 13 juillet 1977, François Billoux annonce qu'il renonce à son mandat de député et qu'il « transmet le flambeau » à Guy Hermier, qu'il aidera à défendre son siège pour les élections législatives de mars 1978.
François Billoux est hospitalisé à Menton en janvier 1978 pour subir une opération. Il meurt pendant cette hospitalisation le 14 janvier. Ses obsèques ont eu lieu le 17 janvier. L'ancien ministre communiste est inhumé au cimetière du Père-Lachaise, près des autres leaders du PCF (Thorez, Cachin, Duclos, Frachon).

### Hommage
Le parc dans lequel est installée la mairie des 15e et 16e arrondissements de Marseille porte son nom.

## Distinction
- Commandeur de la Santé publique[1].

## Synthèses des fonctions et mandats

### Au gouvernement
- Commissaire d'État chargé des problèmes de la jeunesse du Comité français de Libération nationale (du 4 avril 1944 au 26 août 1944)
- Commissaire d’État chargé des Territoires occupés du Gouvernement provisoire de la République française (du 26 août 1944 au 10 septembre 1944)
- Ministre de la Santé publique du gouvernement Charles De Gaulle I (du 10 septembre 1944 au 21 novembre 1945)
- Ministre de l’Économie nationale du gouvernement De Gaulle II (du 21 novembre 1945 au 26 janvier 1946)
- Ministre de la Reconstruction et de l’Urbanisme du gouvernement Gouin (du 26 janvier 1946 au 24 juin 1946)
- Ministre de la Reconstruction et de l’Urbanisme du gouvernement Bidault I (du 24 juin 1946 au 16 décembre 1946)
- Ministre de la Défense nationale du gouvernement Ramadier I (du 22 janvier 1947 au 4 mai 1947)

### Au Parlement
- Député PCF des Bouches-du-Rhône (1936-1940, 1945-1978)

### Au niveau local
- Conseiller municipal à Marseille (1945-1947, 1953-1971)[1].

## Publication
- Quand nous étions ministres, Éditions sociales, 1972.

## Sources
- « François Billoux », dans le Dictionnaire des parlementaires français (1889-1940), sous la direction de Jean Jolly, PUF, 1960 [détail de l’édition]